# 替代品
替代品（英語：或），為一經濟學名詞，指需求的交叉彈性為正的財貨。能带给消费者近似的满足度的几种財貨間具有能够相互替代的性质，與互補品相對。

圖解

若A財貨價格上升，則顧客們就會去尋求相較於A財貨便宜的，并且能带来相似满足度的B財貨購買。例如在火车票价格持续上涨到一定的高度时，人们会转向乘坐飞机。或者，在牛奶价格上涨时略微少购买一些牛奶，这欠缺的一部分需求转以奶粉来代替。

## 相关主题
- 互補財
- 獨立品

1. . 重編國語辭典修訂本. 中華民國教育部 （中文（臺灣））.